# Hans Frank (Politiker, 1919)
Hans Frank (* 8. Oktober 1919 in Offenburg; † 7. August 2001) war ein deutscher Politiker der SPD. Von 1957 bis 1977 war er Bürgermeister der Stadt Furtwangen im Schwarzwald. Von 1964 bis 1972 gehörte er dem Landtag von Baden-Württemberg als Abgeordneter an.

## Leben
Frank, Sohn eines Zimmermeisters, wuchs als ältester von drei Geschwistern auf. In Schwetzingen besuchte er zunächst das Realgymnasium, welches er mit der mittleren Reife abschloss, sowie die Handelsschule. Er wurde im Reichsarbeits-, Wehr- und Kriegsdienst eingesetzt und geriet in Kriegsgefangenschaft. Nach seiner Entlassung war er als kaufmännischer Angestellter tätig und arbeitete von 1947 bis zu seiner Wahl zum Bürgermeister im Landratsamt in Mannheim.
Nach seiner Zeit als Bürgermeister war er bis 1991 ehrenamtlicher Geschäftsführer der Sozialstation Oberes Bregtal.
Hans Frank war zweimal verheiratet: Seine erste Frau, die er 1942 heiratete und aus deren Ehe ein Sohn hervorging, verstarb 1954. Seine zweite Frau heiratete er 1955, auch aus dieser Ehe ging ein Sohn hervor.

## Politik
Frank trat 1957 für das Bürgermeisteramt in Furtwangen an, unter anderem gegen Amtsinhaber August Hug. Im ersten Wahlgang erhielt Frank 47,7 Prozent der Stimmen, im zweiten Wahlgang am 10. November erhielt er 58,6 Prozent der Stimmen und wurde damit neuer Bürgermeister, das Amt trat er am 9. Dezember an. 1965 wurde er mit 78,76 Prozent der Stimmen im Amt bestätigt, seine zweite Amtszeit betrug nunmehr zwölf Jahre. Am 8. Dezember 1977 schied er aus dem Bürgermeisteramt aus.
In seiner Funktion als Bürgermeister brachte Frank viele Projekte auf den Weg, allen voran die Errichtung neuer Wohnungen zur Linderung der Wohnungsnot. Weiterhin zählen dazu der Bau von Straßen und Kanalisationen, einer Kläranlage, eines Freibades, mehrerer Hallen und Kindergärten und der Kohlhepp-Schanze, ferner der Neubau des Krankenhauses und mehrerer Schulen, darunter das heutige Otto-Hahn-Gymnasium. Sein Engagement trug mit dazu bei, dass die Uhrmacherschule erhalten werden konnte. In seine Amtszeit fielen zudem die Eingemeindungen von Linach, Neukirch, Rohrbach und Schönenbach sowie das 100-jährige Bestehen der Stadtrechte 1973. Ferner stellte die Bregtalbahn am 30. September 1972 ihren Betrieb ein.
Bei der Landtagswahl 1964 gewann Frank ein Zweitmandat im Wahlkreis Villingen und zog so in den Landtag ein. Bei der Wahl 1968 wurde sein Landtagsmandat bestätigt. In dieser Wahlperiode war er Vorsitzender des Finanzausschusses. Nach der Wahl 1972 schied er aus dem Landtag aus.
Darüber hinaus gehörte er dem Kreistag, der Verbandsversammlung Schwarzwald-Baar-Heuberg und dem Kuratorium der Staatlichen Ingenieurschule Furtwangen (heute Hochschule Furtwangen) an.

## Ehrungen
- 1977: Ehrenbürger der Stadt Furtwangen (1984 zurückgegeben)
- 1978: Verdienstorden des Landes Baden-Württemberg
- 1978: Ehrensenator der Hochschule Furtwangen
- Hans-Frank-Straße in Furtwangen